# Сидоренко, Валентин Константинович
Валенти́н Константи́нович Сидоре́нко (род. 2 сентября 1995, Горняк, Алтайский край) — фотограф, режиссёр, художник (часть работ создана в соавторстве — с женой Каролиной Дутка). Лауреат премии PRIX Les Nuits Photo (2021), Лауреат премии фонда Франсуа Шнайдера (2021)

## Биография
Он родился в 1995 году в небольшом городе Горняк, который расположен в Алтайском крае на границе России и Казахстана. Валентин начал изучать анимацию и мультимедиа во ВГИКе, прежде чем обратить свое внимание на фотографию, поступив в Академию «Фотографика» в Санкт-Петербурге.
Во время обучения в «Фотографике» в 2019 году он создает свою серию коллажей «Корни сердца вместе растут». Сидоренко посвятил работу своей семье. Вернее, тем обрывкам памяти, которые от неё остались.
В 2020 году Валентин выпускает свой первый полнометражный документальный фильм «Дар», снятый методом наблюдения.

«Дар» — фантастическое кино о нашей непростой реальности. Нужно действительно иметь божий дар, чтобы не сойти с ума от беспробудного пребывания в ней. Герою картины такой дар открывается — он умеет предсказывать будущее, в котором всех ждет счастье.
— Виталий Манский
В 2020 году также выходит серия работ «Под землей всегда светло», посвященная шахтерам Золотушинского рудника (Горняк, Алтайский край). Валентин Сидоренко использует найденный архив фотографий с этой шахты, где работал и погиб его отец.
Совместно с Каролиной Дутка, он создаёт ироничную серию «Апэ», о мифологическом существе, живущем у реки Днестр. Работа была удостоена премии фонда Франсуа Шнайдера (Франция) и хранится в коллекции фонда.

Надеюсь, Каролина и Валентин вдохновят вас сделать что-нибудь сумасшедшее, ведь что ещё делать со своей жизнью?
— Джонатан Блостайн, The New York Times

## Награды и выставки
- 2019 — Групповая выставка, Sauvage Gallery, Арль (Франция)[10]
- 2019 — Групповая выставка, OFF Bratislava, Фестиваль современной фотографии, Братислава (Словакия)[11]
- 2020 — Специальный приз, Urbanautica
- 2020 — Групповая выставка, Frappant Gallery, Гамбург (Германия)[12]
- 2021 — Победитель, Фестиваль документального кино Chesnok, Кишинев (Молдова)
- 2021 — Победитель, Reunion Calling, Фестиваль фотографии и искусств PhEST, Монополи (Италия)
- 2021 — Групповая выставка, Фонд искусства «Голубицкое», (Россия)[13]
- 2021 — Победитель, PRIX Les Nuits Photo, Париж (Франция)[14]
- 2021 — Групповая выставка, Vantage Point, Sharjah Art Foundation, Шарджа (ОАЭ)[15]
- 2021 — Победитель премии фонда Франсуа Шнайдера (Франция)[16]
- 2021 — Групповая выставка, Уральская биеннале современного искусства, Екатеринбург (Россия)[17]